# Уилсон (округ, Канзас)
Уи́лсон (англ. Wilson County) — округ в штате Канзас, США. Официально образован в 1855 году. По состоянию на 2010 год, численность населения составляла 9 409 человека.

## География
По данным Бюро переписи США, общая площадь округа равняется 1 489,174 км2, из которых 1 486,169 км2 суша и 1,170 км2 или 0,200 % это водоёмы.

## Население
По данным переписи населения 2000 года в округе проживает 10 332 жителей в составе 4 203 домашних хозяйств и 2 849 семей. Плотность населения составляет 7,00 человек на км2. На территории округа насчитывается 4 937 жилых строений, при плотности застройки около 3,00-х строений на км2. Расовый состав населения: белые — 96,78 %, афроамериканцы — 0,37 %, коренные американцы (индейцы) — 0,88 %, азиаты — 0,26 %, гавайцы — 0,04 %, представители других рас — 0,48 %, представители двух или более рас — 1,19 %. Испаноязычные составляли 1,67 % населения независимо от расы.
В составе 29,60 % из общего числа домашних хозяйств проживают дети в возрасте до 18 лет, 57,10 % домашних хозяйств представляют собой супружеские пары проживающие вместе, 7,80 % домашних хозяйств представляют собой одиноких женщин без супруга, 32,20 % домашних хозяйств не имеют отношения к семьям, 29,10 % домашних хозяйств состоят из одного человека, 15,80 % домашних хозяйств состоят из престарелых (65 лет и старше), проживающих в одиночестве. Средний размер домашнего хозяйства составляет 2,40 человека, и средний размер семьи 2,96 человека.
Возрастной состав округа: 25,40 % моложе 18 лет, 7,40 % от 18 до 24, 23,80 % от 25 до 44, 23,40 % от 45 до 64 и 23,40 % от 65 и старше. Средний возраст жителя округа 41 лет. На каждые 100 женщин приходится 94,20 мужчин. На каждые 100 женщин старше 18 лет приходится 89,60 мужчин.
Средний доход на домохозяйство в округе составлял 29 747 USD, на семью — 36 990 USD. Среднестатистический заработок мужчины был 27 255 USD против 18 670 USD для женщины. Доход на душу населения составлял 14 910 USD. Около 7,50 % семей и 11,30 % общего населения находились ниже черты бедности, в том числе — 13,40 % молодёжи (тех, кому ещё не исполнилось 18 лет) и 11,80 % тех, кому было уже больше 65 лет.